# Cylindrophyllum hallii
Cylindrophyllum hallii är en isörtsväxtart som beskrevs av L. Bol.. Cylindrophyllum hallii ingår i släktet Cylindrophyllum, och familjen isörtsväxter. Inga underarter finns listade i Catalogue of Life.